# Ivan Gavalugov
Ivan Alexandrov Gavalugov (bulgare : Иван Гавалюгов), né à Botevgrad le 7 octobre 1977 est un homme politique et maire de Botevgrad depuis novembre 2015.

## Biographie
Il passe sa jeunesse dans sa région natale. Il fait ses études supérieures à Sofia. En 1999, Gavalugov crée son entreprise dans le domaine des technologies informatiques. Il est marié et père de trois enfants.
Dans sa jeunesse, Gavalukov est joueur professionnel de basket-ball pour l'équipe « Balkan-Botevgrad ». Il joue son premier match en 1989. De 2008 à 2012, il est président du club de basket-ball « Balkan ». Pendant cette période, le club gagne de multiples récompenses. Il participe à l'organisation d'un tournois de basket-ball, au niveau scolaire, à Botevgrad et en 2008, il est récompensé, par un prix, pour sa contribution au développement du sport dans la ville. Il met fin à sa carrière sportive en 2014.
Il entame une carrière politique en 2007, en tant que conseiller municipal à Botevgrad. Il occupe ce poste pendant deux mandats consécutifs, jusqu'en 2015. Très actif dans les prises de décisions à différents niveaux, il devient rapidement une des figures clés de l'opposition politique. Il est élu maire de la ville le 1er novembre 2015, lors du second tour des élections locales, soutenu par Le Mouvement Civil de Prospérité Sociale à Botevgrad. En tant que maire, il obtient plusieurs prix.
Récompenses et prix reçus en tant que maire de la ville de Botevgrad:
- 2016, Prix de la Fondation bulgare de biodiversité: Prix du public pour la catégorie « Homme politique le plus attentionné envers la nature en Bulgarie »[2].
- 2017, Concours du « Maire de l'année », il obtient le prix dans la catégorie « Innovation, science et éducation » pour une municipalité de taille moyenne[3].
- 2017, Prix du Syndicat des enseignants bulgares, dans la catégorie « Meilleurs partenaire social-maire »[4],[5].
- 2017, Prix de l'année du conseil régional de la région de Sofia, dans la catégorie « Santé »[6].